# Kazuhiro Koso
Kazuhiro Koso (高祖 和弘 Koso Kazuhiro?, nacido el 6 de marzo de 1959 en Kawasoe (actualmente Saga), Saga) es un exfutbolista japonés que se desempeñaba como guardameta y entrenador.

## Clubes

### Como futbolista
| Club                | País  | Año         |
| ------------------- | ----- | ----------- |
| Matsushita Electric | Japón | 1981 - 1991 |

### Como entrenador
| Club       | País  | Año         |
| ---------- | ----- | ----------- |
| Sagan Tosu | Japón | 2000 - 2001 |